# 轮生叶野决明
轮生叶野决明（学名：[Thermopsis inflata] 错误：{{Lang}}：文本有斜体标记（帮助））为豆科野决明属下的一个种。

## 扩展阅读
- 維基物種上的相關：轮生叶野决明